# Liste der Provinzialstraßen in der Provinz Utrecht
Die Liste der Provinzialstraßen in der Provinz Utrecht ist eine Auflistung der Provinzialstraßen (niederländisch: provinciale wegen) in der niederländischen Provinz Utrecht.
Die Provinzialstraßen tragen eine N-Nummer. Es gibt aber auch nicht gekennzeichnete Provinzialstraßen. Bei den mit einer N-Nummer versehenen Provinzialstraßen werden zwei Klassen unterschieden. Die Provinzialstraßen erster Ordnung tragen in Utrecht dreistellige N-Nummern, die in der Regel mit der Ziffer 2 beginnen, diejenigen zweiter Ordnung beginnen in Utrecht mit der Ziffer 4.
Die erlaubte Höchstgeschwindigkeit beträgt innerhalb geschlossener Ortschaften 50 km/h. Außerhalb geschlossener Ortschaften beträgt sie in der Regel 80 km/h.

## Provinzialstraßen erster Ordnung
Der Straßenverlauf wird in der Regel von Nord nach Süd und von West nach Ost angegeben.
| Nr.   | Verlauf |
| ----- | --- |
| N 198 | Woerden – N 212 – Haarwijk – Harmelen – N 419 – – De Meern – N 228 – in Utrecht                                                                                        |
| N 199 | N 806 in Bunschoten – N 414 – – N 221 in Amersfoort |
| N 201 | (N 201 in der Provinz Noord-Holland) – Provinzgrenze – Mijdrecht – N 212 – Vinkeveen – – Vreeland – Provinzgrenze – (N 201 in der Provinz Noord-Holland)               |
| N 204 | Woerden – – Linschoten – Montfoort – N 228 – N 210 |
| N 210 | (N 210 in Provinz Zuid-Holland) – Provinzgrenze – Lopik – Graaf – N 204 – IJsselstein – in Nieuwegein                                                                  |
| N 212 | N 201 – Wilnis – Geer – N 463 – N 401 – N 405 – N 198 |
| N 221 | in Baarn – N 415 – N 234 – Soest – N 413 – N 199 – Amersfoort – N 237 – N 227 –                                                                                        |
| N 224 | Zeist – N 227 – Woudenberg – N 226 – Provinzgrenze – (N 224 in der Provinz Gelderland) – Provinzgrenze – Renswoude – Provinzgrenze – (N 224 in der Provinz Gelderland) |
| N 225 | in Driebergen – Doorn – N 227 – N 226 – Leersum – Amerongen – Elst – N 416 – Rhenen – N 233 – Provinzgrenze – (N 225 in der Provinz Gelderland)                        |
| N 226 | in Amersfoort – Leusden – Woudenberg – N 224 – Maarsbergen – – N 225 in Leersum                                                                                        |
| N 227 | N 221 in Amersfoort – – N 224 – – Doorn – N 225 – Langbroek – N 229 in Cothen                                                                                          |
| N 228 | (N 228 in Provinz Zuid-Holland) – Provinzgrenze – Oudewater – N 204 – Montfoort – N 198 in De Meern                                                                    |
| N 229 | in Bunnik – Odijk – N 410 – Werkhoven – Cothen – N 227 – Wijk bij Duurstede – Fähre über den Nederrijn – Provinzgrenze – (N 229 in der Provinz Gelderland)             |
| N 230 | in Maarssen – Utrecht – |
| N 233 | (N 233 in der Provinz Gelderland) – Provinzgrenze – Veenendaal – N 416 – Rhenen – N 225 – Provinzgrenze – (N 233 in der Provinz Gelderland)                            |
| N 234 | – Bilthoven – N 238 – N 221 in Soest |
| N 236 | (N 236 in der Provinz Noord-Holland) – ohne Abzweig einer klassifizierten Straße – (N 236 in der Provinz Noord-Holland)                                                |
| N 237 | Utrecht – De Bilt – N 412 – Bosch en Duin – N 238 – Soesterberg – N 413 – N 221 in Amersfoort                                                                          |
| N 238 | N 234 – Den Dolder – N 237 – in Zeist |
| N 327 | N 484 in Leerdam – Provinzgrenze – (N 327 in der Provinz Gelderland)                                                                                                   |

## Provinzialstraßen zweiter Ordnung
Der Straßenverlauf wird in der Regel von Nord nach Süd und von West nach Ost angegeben.
Die in Kursivschrift angegebenen Strecken sind ehemalige Provinzialstraßen.
| Nr.   | Verlauf |
| ----- | --- |
| N 401 | N 212 – Kockengen – – N 402 in Breukelen                                                                                             |
| N 402 | N 201 – Loenen aan de Vecht – N 403 – Nieuwersluis – Breukelen – N 401 – Maarssen                                                    |
| N 403 | N 402 in Loenen aan de Vecht – Provinzgrenze – (N 403 in der Provinz Noord-Holland)                                                  |
| N 404 | Maarssen – N 230 – Gemeindegrenze zu Utrecht                                                                                         |
| N 405 | N 212 – Kamerik – N 458 in Woerden                                                                                                   |
| N 406 | Vleuten – De Meern |
| N 407 | Vleuten – Utrecht |
| N 408 | – N 409 – Nieuwegein |
| N 409 | N 408 in Nieuwegein – N 410 in Houten                                                                                                |
| N 410 | N 409 in Houten – N 229 in Odijk |
| N 411 | Utrecht – Vechten – /N 229 in Bunnik                                                                                                 |
| N 412 | N 237 in De Bilt – in Utrecht |
| N 413 | N 221 in Soest – Soestduinen – N 237 – in Soesterberg                                                                                |
| N 414 | in Baarn – Eem – Eembrugge – N 199 in Bunschoten                                                                                     |
| N 415 | (N 415 in der Provinz Noord-Holland) – Provinzgrenze – N 221 in Baarn                                                                |
| N 416 | N 233 in Veenendaal – N 225 in Elst                                                                                                  |
| N 417 | (N 417 in der Provinz Noord-Holland) – Provinzgrenze – Hollandsche Rading – Maartensdijk – Achterwetering – N 234 in Nieuwe Wetering |
| N 458 | (N 458 in Provinz Zuid-Holland) – Provinzgrenze – N 405 in Woerden                                                                   |
| N 463 | (N 463 in Provinz Zuid-Holland) – Provinzgrenze – N 212 in Geer                                                                      |
| N 483 | – Zijderveld-Nord |
| N 484 | – Zijderveld – Schoenrewoerd – Leerdam – N 327 – N 848                                                                               |
| N 806 | N 414 in Bunschoten – Provinzgrenze – (N 806 in der Provinz Gelderland)                                                              |
| N 848 | N 484 in Leerdam – Provinzgrenze – (N 848 in der Provinz Gelderland)                                                                 |